# نوکیا ۶
نوکیا ۶ (انگلیسی: Nokia 6) یک گوشی هوشمند با برند نوکیا است که نخست در بازار چین عرضه شد و در ۲۶ فوریه ۲۰۱۷ در همایش جهانی گوشی همراه عرضه آن برای تمام جهان اعلام شد. نوکیا ۶ نخستین گوشی عرضه شده از سوی اچ‌ام‌دی گلوبال است.